# کلود ونساندو
کلود ونساندو (فرانسوی: Claude Vincendeau‎؛ زادهٔ ۲۱ دسامبر ۱۹۵۴) دوچرخه‌سوار اهل فرانسه است.